# Prêmio Mecanismos e Robótica
O Prêmio Mecanismos e Robótica (em inglês:  Mechanisms and Robotics Award) é uma premiação concedida anualmente pelo Comitê de Mecanismos e Robótica da Sociedade dos Engenheiros Mecânicos dos Estados Unidos (American Society of Mechanical Engineers - ASME), a engenheiros conhecidos por uma vida dedicada a contribuições no campo do projeto e teoria de mecanismos.
O prêmio foi instituído em 1974 e foi concedido em anos pares na Conferência Bianual de Mecanismos e Robótica, até que em 2005 a conferências passou a ser um evento anual. A premiação está submetida à direção da Divisão de Projeto de Engenharia da ASME.

## Recipientes
- 1974: A. S. Hall, Jr., R. S. Hartenberg e J. E. Shigley[1]
- 1976: F. R. E. Crossley
- 1978: Ferdinand Freudenstein
- 1980: G. N. Sandor
- 1982: B. Roth
- 1984: G. G. Lowen
- 1986: Kenneth H. Hunt
- 1988: A. G. Erdman
- 1990: K. J. Waldron
- 1992: J. Duffy
- 1994: A. Soni
- 1996: A. T. Yang
- 1998: A. Midha
- 2000: J. Angeles
- 2002: K.C. Gupta
- 2004: J. J. Uicker, Jr.
- 2005: J. K. Davidson[2]
- 2006: K. Kazerounian
- 2007: C. W. Wampler, II
- 2008: C. Gosselin
- 2009: Larry L. Howell L.L. Howell
- 2011: J. Michael McCarthy
- 2012: Vijay Kumar (robotist)
- 2013: Steven Dubowsky
- 2014: Gregory Chirikjian
- 2015: Jian Sheng Dai
- 2016: Sunil K. Agrawal